# Flagge Kalmückiens

Flagge von Kalmückien

Auf der Flagge von Kalmückien befindet sich ein blauer, zentral gelegener Kreis auf gelbem Hintergrund. Auf diesem Kreis ist eine Lotosblume dargestellt. Das Gelb steht für die Sonne und die buddhistische Religion der Republik. Das Blaue repräsentiert den Himmel und die Ewigkeit. Der Lotus steht für die Reinheit, die spirituelle Wiedergeburt und die Fröhlichkeit. Die oberen fünf Blätter stehen für die fünf Kontinente der Erde und die unteren vier für die Viertel des Globus. Zusammen symbolisieren sie den Willen der Kalmücken, in Freundschaft mit den anderen Nationen der Erde zu leben. Designer der Flagge ist Bata Erdniev.